# Běh na lyžích na Zimních olympijských hrách 2014 – sprint ženy
Sprint žen, běžecká disciplína z programu Zimních olympijských her 2014, se konal 11. února 2014 v Centru biatlonu a běžeckého lyžování Laura v ruském Soči. Závodilo se volným stylem. Vítězkou se stala Norka Maiken Caspersenová Fallaová před krajankou Ingvild Flugstadová Østbergová, bronz brala Slovinka Vesna Fabjanová.

## Program
Časy jsou uvedeny v místním čase (UTC+4).
| Datum          | Čas   | Fáze závodu     |
| -------------- | ----- | --------------- |
| 11. února 2014 |       | Kvalifikace     |
| 11. února 2014 | 16:00 | Vyřazovací fáze |

## Výsledky
Zdrojováno oficiálními výsledky ze stránek Mezinárodní lyžařské federace (FIS).
Q — postoupil do další fáze
LL — šťastný poražený
FF — fotofiniš
Rusky Jevgenija Šapovalovová, Anastasia Docenková a Natalia Matvějevová byly dotatečně diskvalifikovány kvůli (údajnému) dopingu. V případě Šapovalovové a Matvějevové však Mezinárodní sportovní arbitráž (CAS) potrestání zrušila a jejich výsledky v závodě potvrdila, diskvalifikace Docenkové byla ponechána v platnosti.

### Kvalifikace
| Pořadí | Číslo | Závodník                         | Země                   | Čas     | Ztráta | Poznámka |
| ------ | ----- | -------------------------------- | ---------------------- | ------- | ------ | -------- |
| 1      | 5     | Maiken Caspersenová Fallaová     | Norsko                 | 2:32.07 | —      | Q        |
| 2      | 6     | Katja Višnarová                  | Slovinsko              | 2:32.47 | +0.40  | Q        |
| 3      | 21    | Marit Bjørgenová                 | Norsko                 | 2:33.17 | +1.10  | Q        |
| 4      | 15    | Vesna Fabjanová                  | Slovinsko              | 2:34.13 | +2.06  | Q        |
| 5      | 18    | Ida Ingemarsdotter               | Švédsko                | 2:34.16 | +2.09  | Q        |
| 6      | 22    | Ingvild Flugstadová Østbergová   | Norsko                 | 2:34.18 | +2.11  | Q        |
| 7      | 10    | Astrid Uhrenholdtová Jacobsenová | Norsko                 | 2:35.00 | +2.93  | Q        |
| 8      | 24    | Denise Herrmannová               | Německo                | 2:35.11 | +3.04  | Q        |
| 9      | 19    | Sophie Caldwellová               | Spojené státy americké | 2:35.18 | +3.11  | Q        |
| 10     | 13    | Stina Nilssonová                 | Švédsko                | 2:35.37 | +3.30  | Q        |
| 11     | 1     | Anne Kyllönenová                 | Finsko                 | 2:35.57 | +3.50  | Q        |
| 12     | 14    | Jessica Digginsová               | Spojené státy americké | 2:35.64 | +3.57  | Q        |
| 13     | 23    | Gaia Vuerichová                  | Itálie                 | 2:35.81 | +3.74  | Q        |
| 14     | 25    | Alenka Čebašeková                | Slovinsko              | 2:35.94 | +3.87  | Q        |
| 15     | 8     | Britta Johansson Norgrenová      | Švédsko                | 2:35.98 | +3.91  | Q        |
| 16     | 17    | Greta Laurentová                 | Itálie                 | 2:36.30 | +4.23  | Q        |
| 17     | 27    | Nika Razingerová                 | Slovinsko              | 2:36.55 | +4.48  | Q        |
| 18     | 11    | Kikkan Randallová                | Spojené státy americké | 2:36.67 | +4.60  | Q        |
| 19     | 12    | Jevgenija Šapovalovová           | Rusko                  | 2:37.03 | +4.96  | Q        |
| 20     | 16    | Laurien van der Graaffová        | Švýcarsko              | 2:37.84 | +5.77  | Q        |
| 21     | 30    | Aurore Jéanová                   | Francie                | 2:37.96 | +5.89  | Q        |
| DSQ    | 31    | Anastasia Docenková              | Rusko                  | 2:38.14 | +6.07  | Q        |
| 23     | 36    | Perianne Jonesová                | Kanada                 | 2:38.63 | +6.56  | Q        |
| 24     | 28    | Mari Laukkanenová                | Finsko                 | 2:39.06 | +6.99  | Q        |
| 25     | 46    | Petra Nováková                   | Česko                  | 2:39.44 | +7.37  | Q        |
| 26     | 2     | Ida Sargentová                   | Spojené státy americké | 2:39.80 | +7.73  | Q        |
| 27     | 26    | Daria Gaiazová                   | Kanada                 | 2:40.04 | +7.97  | Q        |
| 28     | 4     | Mona-Liisa Malvalehto            | Finsko                 | 2:40.08 | +8.01  | Q        |
| 29     | 9     | Natalia Matvějevová              | Rusko                  | 2:40.15 | +8.08  | Q        |
| 30     | 20    | Hanna Kolbová                    | Německo                | 2:40.17 | +8.10  | Q        |
| 31     | 32    | Lucia Angerová                   | Německo                | 2:40.22 | +8.15  |          |
| 32     | 39    | Ilaria Debertolisová             | Itálie                 | 2:40.29 | +8.22  |          |
| 32     | 43    | Man Dandan                       | Čína                   | 2:40.29 | +8.22  |          |
| 34     | 55    | Maryna Anciborová                | Ukrajina               | 2:40.55 | +8.48  |          |
| 35     | 35    | Claudia Nystadová                | Německo                | 2:41.13 | +9.06  |          |
| 36     | 37    | Marion Builletová                | Francie                | 2:41.30 | +9.23  |          |
| 37     | 33    | Riikka Sarasoja-Lilja            | Finsko                 | 2:41.55 | +9.48  |          |
| 38     | 38    | Karolina Grohová                 | Česko                  | 2:41.75 | +9.68  |          |
| 39     | 29    | Alena Procházková                | Slovensko              | 2:41.95 | +9.88  |          |
| 40     | 34    | Celia Aymonierová                | Francie                | 2:42.57 | +10.50 |          |
| 41     | 40    | Agnieszka Szymanczaková          | Polsko                 | 2:43.06 | +10.99 |          |
| 42     | 44    | Rosamund Musgrave                | Velká Británie         | 2:43.31 | +11.24 |          |
| 43     | 41    | Heidi Widmerová                  | Kanada                 | 2:43.36 | +11.29 |          |
| 44     | 42    | Chandra Crawfordová              | Kanada                 | 2:43.59 | +11.52 |          |
| 45     | 57    | Kateryna Serdjuková              | Ukrajina               | 2:44.12 | +12.05 |          |
| 46     | 54    | Jelena Kolominová                | Kazachstán             | 2:46.37 | +14.30 |          |
| 47     | 47    | Valjancina Kaminská              | Bělorusko              | 2:46.76 | +14.69 |          |
| 48     | 45    | Triin Ojaste                     | Estonsko               | 2:47.07 | +15.00 |          |
| 49     | 62    | Timea Sara                       | Rumunsko               | 2:48.16 | +16.09 |          |
| 50     | 50    | Irina Chazovová                  | Rusko                  | 2:48.64 | +16.57 |          |
| 51     | 52    | Li Hongxue                       | Čína                   | 2:48.72 | +16.65 |          |
| 52     | 3     | Hanna Erikson                    | Švédsko                | 2:48.83 | +16.76 |          |
| 53     | 48    | Nathalie Schwarz                 | Rakousko               | 2:49.54 | +17.47 |          |
| 54     | 60    | Teodora Malčevová                | Bulharsko              | 2:49.66 | +17.59 |          |
| 55     | 58    | Daniela Kotschová                | Slovensko              | 2:49.81 | +17.74 |          |
| 56     | 49    | Esther Bottomley                 | Austrálie              | 2:50.54 | +18.47 |          |
| 57     | 53    | Tatjana Ossipovová               | Kazachstán             | 2:51.44 | +19.37 |          |
| 58     | 51    | Marina Lisogorová                | Ukrajina               | 2:53.22 | +21.15 |          |
| 59     | 56    | Inga Dauškane                    | Lotyšsko               | 2:53.90 | +21.83 |          |
| 60     | 67    | Antonija Grigorovová-Burgovová   | Bulharsko              | 2:54.31 | +22.24 |          |
| 61     | 59    | Vedrana Malecová                 | Chorvatsko             | 2:54.60 | +22.53 |          |
| 62     | 61    | Ingrida Ardišauskaitė            | Litva                  | 2:55.24 | +23.17 |          |
| 63     | 7     | Sylwia Jaśkowiecová              | Polsko                 | 3:01.21 | +29.14 |          |
| 64     | 65    | Panagiota Tsakiri                | Řecko                  | 3:02.75 | +30.68 |          |
| 65     | 63    | Jaqueline Mourão                 | Brazílie               | 3:02.83 | +30.76 |          |
| 66     | 64    | Ágnes Simonová                   | Maďarsko               | 3:04.72 | +32.65 |          |
| 67     | 66    | Kelime Çetinkaya                 | Turecko                | 3:05.00 | +32.93 |          |

### Čtvrtfinále
Čtvrtfinále 1
| Pořadí | Číslo | Závodník                     | Země      | Čas     | Ztráta | Poznámka |
| ------ | ----- | ---------------------------- | --------- | ------- | ------ | -------- |
| 1      | 1     | Maiken Caspersenová Fallaová | Norsko    | 2:33.23 | —      | Q        |
| 2      | 10    | Stina Nilssonová             | Švédsko   | 2:34.01 | +0.78  | Q        |
| 3      | 21    | Aurore Jéanová               | Francie   | 2:35.55 | +2.32  | LL       |
| 4      | 11    | Anne Kyllönenová             | Finsko    | 2:37.07 | +3.84  |          |
| 5      | 20    | Laurien van der Graaffová    | Švýcarsko | 2:37.95 | +4.72  |          |
| 6      | 30    | Hanna Kolbová                | Německo   | 2:38.43 | +5.20  |          |

Čtvrtfinále 2
| Pořadí | Číslo | Závodník                         | Země      | Čas     | Ztráta | Poznámka |
| ------ | ----- | -------------------------------- | --------- | ------- | ------ | -------- |
| 1      | 7     | Astrid Uhrenholdtová Jacobsenová | Norsko    | 2:37.01 | —      | Q        |
| 2      | 4     | Vesna Fabjanová                  | Slovinsko | 2:37.22 | +0.21  | Q        |
| 3      | 24    | Mari Laukkanenová                | Finsko    | 2:37.48 | +0.47  |          |
| 4      | 14    | Alenka Čebašeková                | Slovinsko | 2:37.69 | +0.68  |          |
| 5      | 27    | Daria Gaiazová                   | Kanada    | 2:40.45 | +3.44  |          |
| 6      | 17    | Nika Razingerová                 | Slovinsko | 2:43.61 | +6.60  |          |

Čtvrtfinále 3
| Pořadí | Číslo | Závodník                       | Země                   | Čas     | Ztráta | Poznámka |
| ------ | ----- | ------------------------------ | ---------------------- | ------- | ------ | -------- |
| 1      | 6     | Ingvild Flugstadová Østbergová | Norsko                 | 2:36.62 | —      | Q, FF    |
| 2      | 5     | Ida Ingemarsdotter             | Švédsko                | 2:36.64 | +0.02  | Q, FF    |
| 3      | 15    | Britta Johansson Norgrenová    | Švédsko                | 2:37.86 | +1.24  |          |
| 4      | 26    | Ida Sargentová                 | Spojené státy americké | 2:39.05 | +2.43  |          |
| 5      | 25    | Petra Nováková                 | Česko                  | 2:47.52 | +10.90 |          |
| 6      | 16    | Greta Laurentová               | Itálie                 | 2:52.07 | +15.45 |          |

Čtvrtfinále 4
| Pořadí | Číslo | Závodník               | Země                   | Čas     | Ztráta | Poznámka |
| ------ | ----- | ---------------------- | ---------------------- | ------- | ------ | -------- |
| 1      | 2     | Katja Višnarová        | Slovinsko              | 2:36.45 | —      | Q        |
| 2      | 9     | Sophie Caldwellová     | Spojené státy americké | 2:37.21 | +0.76  | Q        |
| 3      | 12    | Jessica Digginsová     | Spojené státy americké | 2:38.06 | +1.61  |          |
| 4      | 29    | Natalia Matvějevová    | Rusko                  | 2:38.66 | +2.21  |          |
| DSQ    | 22    | Anastasia Docenková    | Rusko                  | 2:38.83 | +2.38  | FF       |
| 6      | 19    | Jevgenija Šapovalovová | Rusko                  | 2:38.83 | +2.38  | FF       |

Čtvrtfinále 5
| Pořadí | Číslo | Závodník              | Země                   | Čas     | Ztráta | Poznámka |
| ------ | ----- | --------------------- | ---------------------- | ------- | ------ | -------- |
| 1      | 8     | Denise Herrmannová    | Německo                | 2:34.87 | —      | Q        |
| 2      | 3     | Marit Bjørgenová      | Norsko                 | 2:35.42 | +0.55  | Q        |
| 3      | 13    | Gaia Vuerichová       | Itálie                 | 2:35.65 | +0.78  | LL       |
| 4      | 18    | Kikkan Randallová     | Spojené státy americké | 2:35.70 | +0.83  |          |
| 5      | 23    | Perianne Jonesová     | Kanada                 | 2:38.66 | +3.79  |          |
| 6      | 28    | Mona-Liisa Malvalehto | Finsko                 | 2:41.20 | +6.33  |          |

### Semifinále
Semifinále 1
| Pořadí | Číslo | Závodník                         | Země      | Čas     | Ztráta | Poznámka |
| ------ | ----- | -------------------------------- | --------- | ------- | ------ | -------- |
| 1      | 1     | Maiken Caspersenová Fallaová     | Norsko    | 2:35.80 | —      | Q        |
| 2      | 4     | Vesna Fabjanová                  | Slovinsko | 2:36.02 | +0.22  | Q, PF    |
| 3      | 5     | Ida Ingemarsdotter               | Švédsko   | 2:36.05 | +0.25  | LL, PF   |
| 4      | 7     | Astrid Uhrenholdtová Jacobsenová | Norsko    | 2:36.32 | +0.52  | LL       |
| 5      | 10    | Stina Nilssonová                 | Švédsko   | 2:36:42 | +0.62  |          |
| 6      | 21    | Aurore Jéanová                   | Francie   | 2:38.28 | +2.48  |          |

Semifinále 2
| Pořadí | Číslo | Závodník                       | Země                   | Čas     | Ztráta | Poznámka |
| ------ | ----- | ------------------------------ | ---------------------- | ------- | ------ | -------- |
| 1      | 6     | Ingvild Flugstadová Østbergová | Norsko                 | 2:36.66 | —      | Q, FF    |
| 2      | 9     | Sophie Caldwellová             | Spojené státy americké | 2:36:67 | +0.01  | Q, FF    |
| 3      | 13    | Gaia Vuerichová                | Itálie                 | 2:36.87 | +0.21  |          |
| 4      | 8     | Denise Herrmannová             | Německo                | 2:36.94 | +0.28  |          |
| 5      | 2     | Katja Višnarová                | Slovinsko              | 2:37.76 | +1.10  |          |
| 6      | 3     | Marit Bjørgenová               | Norsko                 | 2:52.27 | +15.61 |          |

### Finále
| Pořadí           | Číslo | Závodník                         | Země                   | Čas     | Ztráta | Poznámka |
| ---------------- | ----- | -------------------------------- | ---------------------- | ------- | ------ | -------- |
| Zlatá medaile    | 1     | Maiken Caspersenová Fallaová     | Norsko                 | 2:35.49 | —      |          |
| Stříbrná medaile | 6     | Ingvild Flugstadová Østbergová   | Norsko                 | 2:35.87 | +0.38  | FF       |
| Bronzová medaile | 4     | Vesna Fabjanová                  | Slovinsko              | 2:35.89 | +0.40  | FF       |
| 4                | 7     | Astrid Uhrenholdtová Jacobsenová | Norsko                 | 2:37.31 | +1.82  |          |
| 5                | 5     | Ida Ingemarsdotter               | Švédsko                | 2:42.04 | +6.55  |          |
| 6                | 9     | Sophie Caldwellová               | Spojené státy americké | 2:47.75 | +12.26 |          |